# 长沙财经学校
28°04′13.94″N 113°02′27.27″E / 28.0705389°N 113.0409083°E
长沙财经学校原名长沙市财经职业中等专业学校，坐落在中国湖南省长沙市，是一所国家级重点中等职业学校。长沙财经学校占地11.7万平方米，总建筑面积9.1万平方米，截止2021年，长沙财经学校有教职工372人，全日制在校学生近6000人。

## 沿革
1921年，湖南含光女子中学建立，它是学校的前身。1982年，职业教育正式创设。

## 专业
长沙财经学校有13个专业。
- 会计电算化
- 电子商务
- 市场营销
- 物流服务与管理
- 商务英语
- 文秘
- 中餐烹饪与营养膳食
- 高星级饭店运营与管理
- 旅游服务与管理
- 航空服务
- 城市轨道交通运营管理
- 美发与形象设计
- 美容美体

## 校区
- 长沙职教基地校区[1]
- 荷花池校区[1]

## 校训
- 敬业、求实、勤奋、廉洁[1]

## 照片
- 职业教育基地。
- 立业楼。
- 校门和慎勤楼。